# Молошников, Игорь Иванович
Игорь Иванович Молошников (16 августа 1927, Харьков — 25 февраля 2021, Донецк) — советский актер, Народный артист Украинской ССР (1977).

## Биография
Родился в 1927 году в Харькове.
В 1950 году окончил Харьковский институт искусств (класс А. Г. Крамова).
В 1949-1951 годах — актёр Харьковского русского драматического театра им. А. Пушкина.
В 1960-2008 годах — актёр Донецкого музыкально-драматического театра им. Артема.
Актер широкого творческого диапазона. За 50 лет своей работы он сыграл более 200 ролей.
В 1977 году удостоен звания Народный артист Украинской ССР.
С 2008 года был наставником молодых артистов - студентов актёрского курса, созданном при в театре Луганским институтом культуры и искусств. 
Умер в 2021 году в Донецке.